# 吉米·怀特
吉米·怀特，MBE（1962年5月2日—），生于英国伦敦西南郊的巴勒姆，是一位现役职业斯诺克选手。因為其強大的出杆力量，華麗節奏快的球風而有「白旋風」的稱號。生涯曾經6次打入世界錦標賽決賽但都無功而回。

## 生平
在过去的十多年里，吉米·怀特无疑是斯诺克台球选手中最受球迷欢迎的，被球迷们亲切地称为“人民的冠军”。这一方面是由于他精湛的球技和可爱的相貌（lovable rogue image），同时也是因为他在世界锦标赛上的坎坷经历。
在伦敦长大的怀特，自幼便显示出对斯诺克的痴迷。少年时期常常和另外一名当今也是很优秀的斯诺克选手托尼·米奥（Tony Meo）逃课去一家名为赞的斯诺克俱乐部（Zan's snooker club）打球。相传，后来他们的校长意识到他们在斯诺克方面的天赋后，还特意准许他们下午练球，不过前提是上午必须去上课。甚至有一位伦敦的出租车司机在他们成名之前，赞助他们二人在英国各地打商业比赛。
怀特首次引起大家的注意是在1977年的英国16岁以下青少年比赛上，当时他获得了冠军。一年之后，他又以16岁零11个月的年龄成为英国业余锦标赛最年轻的冠军，并且获得参加1980年世界业余锦标赛的资格。他在世界业余锦标赛上所向披靡，成为赛事历史上最年轻的冠军，当时他仅18岁191天。也就在那一年，吉米·怀特开始了他的职业生涯。
目前为止怀特共夺得23个职业赛事的冠军头衔，其中10次是排名赛事。这其中包括两次英国公开赛（1987和1992）和一次英国锦标赛（1992）的冠军，但就是与世界锦标赛冠军无缘。尽管他曾六次（1984、1990－1994）打入世锦赛决赛，但每次都功亏一篑。其中离世锦赛冠军最接近的一次是在1994年，当时他和史蒂芬·亨得利打成17-17平。决胜局中，原本佔先機形勢大好的怀特在一次直线击打黑球时出现失误后让亨得利一举清杆，葬送了夺冠的机会。值得安慰的是，怀特曾在1992年世锦赛首轮与托尼·德拉戈（Tony Drago）的比赛中上打出过世锦赛历史上有电视记录的第二个147分满分杆，另外还分别在1988年的第二轮和1998年的首轮比赛中以13-12和10-4战胜过老对手亨得利。六次世锦赛亚军的成绩也足以证明怀特的实力，因此他也被不少人评论为“世锦赛的无冕之王”。而世锦赛上的坎坷遭遇也让怀特赢得了更多球迷的心。
赛场上的怀特堪称公平竞赛的典范。他曾多次在比赛中主动向裁判指出对自己犯规的漏判。
1999年，吉米·怀特被授予MBE勳銜。具有讽刺意味的是，另外三位曾授予MBE勋章的斯诺克选手史蒂夫·戴维斯、约翰·帕洛特（John Parrott）和史蒂芬·亨得利都曾在世锦赛决赛中击败过怀特。
怀特是仅有的六位在世锦赛上打出过147分满分杆的选手之一。另外五位分别是：史蒂芬·亨得利、罗尼·奥沙利文、克里夫·桑本、阿里·卡特和马克·塞尔比。
怀特目前是5个孩子的父亲，他妻子莫林（Maureen）是位爱尔兰人，比他大一岁。此外，他还是英超切尔西队的忠实球迷。 
除了打斯诺克以外，怀特亦曾參與周星馳所主演的香港電影《龍的傳人》，飾演其真實身份—職業斯诺克球手。

## 奪冠情況

### 排名賽事
- Mercantile Credit经典赛（1986年、1991年）
- Rothmans大奖赛（1986年、1992年）
- 英国公开赛（1987年、1992年）
- 加拿大大师赛（1988年）
- 欧洲公开赛（1992年）
- 英国锦标赛（1992年）
- 选手锦标赛（2004年）

### 其它赛事
- Benson & Hedges大师赛（1984年）
- 爱尔兰大师赛（1985年、1986年）
- Pot Black（1986年）